# Ronnie Rees
Ronnie Rees (født 4. april 1944, død oktober 2023) var en walisisk fodboldspiller (kantspiller). Han spillede en årrække hos Swansea City, og tilbragte også en stor del af karrieren i England, hvor han blandt andet repræsenterede West Bromwich Albion og Coventry.
Rees spillede desuden 39 kampe og scorede tre mål for Wales' landshold i perioden 1965-1972.